# Slag op de Witte Berg
De Slag op de Witte Berg (Duits: Schlacht am Weißen Berg; Tsjechisch: Bitva na Bílé hoře) was een veldslag op 8 november 1620 tijdens de Boheemse fase van de Dertigjarige Oorlog. De slag vond plaats op de Witte Berg, acht kilometer ten westen van de Boheemse hoofdstad Praag. Het was niet alleen de eerste grote veldslag van de oorlog, maar ook een van de meest beslissende. Het Boheemse leger onder leiding van Christiaan van Anhalt werd vernietigend verslagen door de legers van de keizer en de Katholieke Liga onder leiding van graaf Tilly. Hiermee kwam een einde aan de Boheemse Opstand en kon de katholieke keizer Ferdinand II zijn gezag over Bohemen herstellen.

## Voorgeschiedenis
Aanvankelijk liep de opstand van de protestanten in Bohemen voorspoedig. Tot tweemaal toe werd zelfs een poging tot belegering van Wenen ondernomen. Door het kiezen van Frederik V, keurvorst van de Palts tot koning, hoopten de Bohemen hun politieke isolement te verbreken. Hiermee breidde het conflict zich echter verder uit. Zo mengde Spanje zich vanuit de Zuidelijke Nederlanden in het conflict door de Palts binnen te vallen en hiermee hun greep op de opstandige Noordelijke Nederlanden te verstevigen. De hertog van Beieren reorganiseerde de strijdkrachten van de Katholieke Liga en gebruikte zijn numerieke overwicht om veldmaarschalk Tilly met 25.000 man regelrecht naar Praag op te laten marcheren.

## De veldslag
De Boheemse positie was relatief sterk. Anhalt liet zijn leger zich opstellen langs de kam van de Witte Berg, die ongeveer 60 meter boven het omliggende gebied uitsteeg. Onder aan de heuvel lag een drassig beekje, de Scharka, dat door Anhalt als onverdedigbaar werd gezien. Anhalt koos voor een opstelling in drie linies. De eerste twee linies bestonden afwisselend uit infanterie- en cavalerieregimenten. De derde linie bestond uit Hongaarse en Zevenburgse lichte cavalerie. De tien kanonnen die het leger meegebracht had werden over de eerste linie verdeeld. De rechterzijde van het leger werd beschermd door een dichtbebost en ommuurd wildpark. Binnen de ommuring lag een klein jachtslot, het Letohrádek Hvězda. Johan Ernst van Weimar kreeg het bevel over het infanterieregiment dat het jachtslot moest verdedigen, Thurn kreeg het bevel over de linkerflank en Anhalt nam zelf het bevel over het centrum op zich. Anhalt bleef optimistisch over zijn opstelling, hoewel zijn leger onderbetaald en gedemoraliseerd was en had geweigerd om fortificaties aan te leggen.
Tilly's leger bereikte de Witte Berg op zondag 8 november. Gedekt door een dichte mist bezette de voorhoede de oversteekplaatsen in de beek, waarna de rest van het leger zich voor de Boheemse positie kon opstellen. De keizerlijke troepen onder de Graaf van Busquoy namen de rechterzijde in, terwijl Tilly het bevel over de eenheden van de Katholieke Liga aan de linkerzijde voerde. De beide helften van het leger formeerden zich in tercio's. Tilly en Busquoy hadden 2000 man en twee kanonnen meer dan hun Boheemse tegenstanders, en hun leger was ook in een betere stemming.

Kaart van de opstelling van de legers aan het begin van de slag.

Terwijl de katholieke artillerie het vuur opende en de soldaten zich op het gevecht voorbereidden door de mis te vieren, trokken Tilly en Busquoy zich terug voor krijgsberaad. Busquoy wilde om het Boheemse leger heen trekken en oprukken naar Praag, maar hertog Maximiliaan van Beieren en Tilly besloten dat het tijd was om eindelijk slag te leveren. Om kwart over twaalf liet Tilly zijn kanonnen nog een laatste salvo afvuren, waarna hij zijn leger het bevel gaf om in de aanval te gaan.
Anhalt besloot om zijn positie actief te verdedigen. Thurn gaf zijn cavalerie opdracht om de keizerlijke ruiterij aan te vallen. Vervolgens stuurde hij zijn eigen voetsoldaten de heuvel af om Busquoys tercio's tegen te houden. Toen zijn regiment echter zag dat de ruiterij zich terugtrok openden ze het vuur en sloegen vervolgens zelf op de vlucht. Anhalts zoon probeerde de situatie te redden door met zijn cavalerieregiment op een van de keizerlijke tercio's in te rijden. Hoewel hij een groot aantal slachtoffers wist te maken, bereikte de keizerlijke ruiterij hem en werd hij gevangengenomen. Na een uur vechten brak er in het Boheemse leger paniek uit en bliezen de ruiters de aftocht, waarna ook de infanterie op de vlucht sloeg. De laatste Boheemse eenheden hielden tot halftwee 's middags stand tegen Tilly. Vervolgens sloegen zij ook op de vlucht. Een half uur later gaf ook Johan Ernst van Weimar, die zich in het jachtslot had verschanst, zich over.

## Gevolgen

### De inname van Praag
De eerste gevluchte soldaten bereikten Praag nog dezelfde middag. De leiders van de opstand waren het niet eens over de verder te volgen strategie. Tschernembl, de president van de oorlograad, probeerde op de Karelsbrug een verdedigingslinie op te zetten, maar Anhalt en Thurn vonden het zinloos om te proberen de stad te verdedigen. Koningin Elisabeth vertrok op 9 november uit de stad, haar echtgenoot volgde kort daarna. Tijdens zijn vlucht liet Frederik de Boheemse koningskroon en een groot aantal geheime documenten achter. Het moreel van de opstandelingen was tot een dieptepunt gezakt en toen hertog Maximiliaan eiste dat Praag zich overgaf was er dan ook geen tegenstand.

## De betekenis van de slag
Met het Tsjechische leger vernietigd, belette niets Tilly om Praag in te nemen. De godsdienstvrijheid voor de protestanten kwam ten einde, die voor de katholieken werd hersteld, 27 leiders van de opstand werden terechtgesteld, de protestanten vluchtten het land uit, inclusief koning Frederik en Bohemen zou 300 jaar lang niet meer onafhankelijk zijn.